# (8996) Waynedwards
(8996) Waynedwards es un asteroide perteneciente al cinturón de asteroides, región del sistema solar que se encuentra entre las órbitas de Marte y Júpiter.
Fue descubierto el 1 de marzo de 1981 por Schelte John Bus  desde el Observatorio de Siding Spring, Nueva Gales del Sur, Australia.

## Designación y nombre
Designado provisionalmente como 1981 EC10, fue nombrado por Wayne N. Edwards (nacido en 1977) quien es un científico investigador del Servicio Canadiense de Información sobre Riesgos. Experto en análisis sísmicos e infrasónicos atmosféricos de bólidos, ayudó a analizar el flujo y la energía de la explosión en el aire del bólido de Cheliábinsk.

## Características orbitales
Waynedwards está situado a una distancia media del Sol de 3,082 ua, pudiendo alejarse hasta 3,524 ua y acercarse hasta 2,640 ua. Su excentricidad es 0,143 y la inclinación orbital 6,964 grados. Emplea 1976,07 días en completar una órbita alrededor del Sol.
Los próximos acercamientos a la órbita de Júpiter ocurrirán el 29 de enero de 2061, el 4 de noviembre de 2070 y el 11 de febrero de 2121.

## Características físicas
La magnitud absoluta de Waynedwards es 14,35. Tiene 7,343 km de diámetro y su albedo se estima en 0,075.